# Courcouronnes
Courcouronnes là một xã ở tỉnh Essonne thuộc vùng Île-de-France miền bắc nước Pháp.
Theo điều tra dân số năm 1999, dân số xã này là 13.954 người. Ước tính dân số năm 2005 là 14.500.
Danh xưng cư dân địa phương Courcouronnes trong tiếng Pháp là Courcouronnais.